# Mill Creek (Virginia Occidentale)
Mill Creek è un comune degli Stati Uniti d'America, situato nello Stato della Virginia Occidentale, nella contea di Randolph.